# Liste over folkrock-kunstnere
Dette er en liste over musikere der har både en stor del folkemusik og rock-elementer i deres musik, selv hvis de ikke bliver betragtet som primære folkrock-kunstnere.

## Singer-songwriterer
- Ryan Adams
- Chava Alberstein
- Eric Andersen
- Ian Anderson
- Joan Armatrading
- Asaf Avidan
- Joan Baez[1]
- Đorđe Balašević
- Devendra Banhart
- James Bay
- Beck
- Ryan Bingham
- Andrew Bird
- David Blue
- Bon Iver
- Jonatha Brooke
- Jackson Browne
- Jeff Buckley
- Jake Bugg
- Cletis Carr
- Peter Case
- Cat Power
- Harry Chapin
- Tracy Chapman
- Vic Chesnutt
- City and Colour
- Gene Clark
- Bruce Cockburn
- Leonard Cohen
- Keaton Henson
- Judy Collins
- Matt Costa
- Jonathan Coulton
- Jim Croce
- John Denver
- Kevin Devine
- Lee DeWyze
- Ani DiFranco
- Donovan
- Nick Drake
- Marshall Drew
- Bob Dylan[2]
- Jonathan Edwards
- E
- Brian Fallon
- Leslie Feist
- William Fitzsimmons
- Dan Fogelberg
- Steve Forbert
- Art Garfunkel
- Aaron Gillespie
- Steve Goodman
- Nanci Griffith
- Arlo Guthrie[3]
- Dae-Soo Hahn
- Glen Hansard
- Tim Hardin
- PJ Harvey
- Jake Holmes
- Ben Howard
- Iron & Wine
- Gerard Jaffrès
- Joshua James
- Bert Jansch
- Jewel
- Amy Jo Johnson
- Jack Johnson
- Wizz Jones
- Jorma Kaukonen
- Paul Kelly
- Carole King
- David Knopfler
- Mark Knopfler
- Ray LaMontagne
- Ronnie Lane
- Gordon Lightfoot
- Philip Lindholm
- The Lumineers
- Bill Madden
- Laura Marling
- John Martyn
- Dave Matthews
- Mark McCafferty
- Shelagh McDonald
- Don McLean
- James McMurtry
- Ralph McTell
- Joni Mitchell
- Van Morrison
- Alexi Murdoch
- Fred Neil
- Joanna Newsom
- Nico
- Conor Oberst
- Phil Ochs
- Ben Parcell
- Patrick Park
- John Phillips[4]
- Phillip Phillips
- Shawn Phillips
- John Prine
- Gerry Rafferty
- Chuck Ragan
- Mary Ramsey
- Willis Alan Ramsey
- Damien Rice
- Josh Ritter
- Mike Rosenberg
- Ryan Ross
- Tom Rush
- Andrew Scott
- Ed Sheeran
- Paul Siebel
- Judee Sill
- Paul Simon[4]
- Langhorne Slim
- P. F. Sloan
- Todd Snider
- Bruce Springsteen
- Cat Stevens
- Sufjan Stevens
- Laura Stevenson
- Al Stewart
- John Stewart
- Alan Stivell
- The Tallest Man On Earth
- James Taylor
- Tegan and Sara
- Lynda Thomas
- Richard Thompson
- Teddy Thompson
- Josh Tillman
- Eddie Vedder
- Suzanne Vega
- M. Ward
- Gillian Welch
- Emily Jane White
- Roddy Woomble
- Tyler Joseph
- Neil Young
- Warren Zevon

## Nordamerikansk folkrock vokalgrupper
- The Band
- The Beach Boys[5]
- The Beau Brummels
- Bermuda Triangle Band
- The Blue Things
- Buffalo Springfield
- Bunky and Jake
- The Byrds[6]
- Creedence Clearwater Revival[7]
- Crosby, Stills & Nash
- Don McLean
- The Grass Roots
- Ian and Sylvia
- Love
- The Lovin' Spoonful[6]
- The Mamas & the Papas[4]
- Mason Proffit
- The Monkees
- The Rose Garden
- Peter, Paul & Mary[1]
- Simon & Garfunkel[4]
- Sonny & Cher[8][9]
- The Turtles
- We Five
- The Youngbloods

## Britisk folkrock
- The Albion Band
- Broadside Electric
- Comus
- Sandy Denny
- Fairport Convention
- Fotheringay
- Gryphon
- Hedgehog Pie
- Jack the Lad
- Jethro Tull
- Led Zeppelin
- Malicorne
- Matthews Southern Comfort
- Jim Moray
- Oysterband
- Pentangle
- Radical Face
- Steeleye Span
- Alan Stivell
- Richard Thompson

## Keltisk rock
- Barleyjuice
- Big Country
- Blackthorn
- Blaggards
- Carbon Leaf
- Celtas Cortos
- Christy Moore
- The Cranberries
- Coast
- The Corrs
- Dalriada
- Dan Ar Braz
- Sue Draheim
- The Dreaming
- Dropkick Murphys
- The Duhks
- The Elders
- Eluveitie
- Enter the Haggis
- Fathom
- Five Hand Reel
- Gaelic Storm
- Glengarry Bhoys
- Great Big Sea
- Horslips
- Irish Stew of Sindidun
- Ithilien
- Gerard Jaffrès
- JSD Band
- The Killdares
- LeperKhanz
- Lindisfarne
- Luka Bloom
- Ashley MacIsaac
- The Men They Couldn't Hang
- Moving Hearts
- Neck
- Orthodox Celts
- The Paperboys
- The Proclaimers
- The Prodigals
- Prydein
- Pyrolysis
- Red Cardell
- Runrig
- Saw Doctors
- The Script
- Scythian
- Seven Nations
- Spirit of the West
- Tempest
- Tir na n'Og
- The View
- The Waterboys
- Wolfstone
- Young Dubliners

## Folk punk
- Against Me!
- Andrew Jackson Jihad
- Attila the Stockbroker
- Paul Baribeau
- Blackbird Raum
- Billy Bragg
- Bread and Roses
- Captain Chaos
- Cordelia's Dad
- Days N' Daze
- Filthy Thieving Bastards
- Galloping Coroners
- Galloping Wonder Stag
- The Gaslight Anthem
- Gogol Bordello
- Jeffrey Lewis
- Johnny Hobo and the Freight Trains
- Kimya Dawson
- The Levellers
- The Menzingers
- Mischief Brew
- Mutiny
- The Newcranes
- New Model Army
- Erik Petersen
- Patrik Fitzgerald
- The Psalters
- Ramshackle Glory
- Mike Scott
- Sforzando
- Swamp Zombies
- This Bike Is A Pipe Bomb
- Frank Turner
- Violent Femmes
- Wingnut Dishwashers Union
- X-tal
- The Newcranes
- New Model Army
- Patrik Fitzgerald
- The Psalters
- Mike Scott
- Sforzando
- Swamp Zombies
- This Bike Is A Pipe Bomb
- Frank Turner
- Violent Femmes
- Wingnut Dishwashers Union
- X-tal

### Keltisk punk
- Black 47
- Blood or Whiskey
- Boiled in Lead
- The Briggs
- The Dreadnoughts
- Dropkick Murphys
- Fiddler's Green
- Filthy Thieving Bastards
- Flatfoot 56
- Flogging Molly
- The Go Set
- Greenland Whalefishers
- Irish Stew of Sindidun
- Jackdaw
- The Mahones
- Mill a h-Uile Rud
- Mr. Irish Bastard
- Neck
- Paddy and the Rats
- Pipes and Pints
- The Pogues
- The Prodigals
- Les Ramoneurs de menhirs
- The Real McKenzies
- Roaring Jack
- The Rumjacks
- Sir Reg
- Street Dogs
- Swingin' Utters
- The Tossers

## Ukategoriseret folkrock
- The Accidentals
- Altan Urag
- Amaral
- Đorđe Balašević
- Barenaked Ladies
- The Bedridden
- Beirut
- Bela Fleck and the Flecktones
- The BibleCode Sundays
- Bijelo Dugme
- Borknagar
- The Front Bottoms
- Bright Eyes
- The Broken String Band
- Casa del Vento
- Celtas Cortos
- The Clare Voyants
- Cobirds Unite [10]
- Continental Drifters
- Dah
- Dave Matthews Band
- Den Fule
- Design
- Devotchka
- Eclection
- Energy Orchard
- The Felice Brothers
- Fever Fever
- Fiddler's Green
- Bela Fleck
- Fleet Foxes
- Flight of the Conchords
- Fly My Pretties
- Johnny Flynn
- A Fragile Tomorrow
- Faun
- Garavi Sokak
- Garmarna
- Gåte
- Gordon Giltrap
- Grace Potter and the Nocturnals
- The Grapes of Wrath
- The Greencards
- Griva
- Gundula Krause
- Hedningarna
- The Hooters
- I Ratti Della Sabina
- Incredible String Band
- Indigo Girls
- The Infamous Stringdusters
- Los Jaivas
- The Jayhawks
- John & Mary
- Korni Grupa
- Leb i Sol
- The Lost Dogs
- Lubeh
- MagellanMusic
- Magna Carta
- Bill Mallonee
- Chris Mason
- Sandra McCracken
- McGraw & Fer
- Modena City Ramblers
- Mumford & Sons
- Old Crow Medicine Show
- Original Harmony Ridge Creekdippers
- Andrew Osenga
- Over the Rhine
- Pesniari
- Jill Phillips
- R.E.M.
- The Rails
- Renaissance
- The Ridges
- Roaring Jack
- Rokeri s Moravu
- Ruby Blue
- Run River North
- S Vremena Na Vreme
- Schandmaul
- The Shells
- The Shins
- Siniša Vuco
- Smak
- Elliott Smith
- Spiral Dance
- Aaron Sprinkle
- Steam Powered Giraffe
- Strawbs
- Supply & Demand
- Kazuki Tomokawa
- Trees
- Trembling Bells
- Los Tres
- The Twilight Hours
- Two Gallants
- The Waifs
- Derek Webb
- Weddings Parties Anything
- Andy White
- Wilco
- Denison Witmer
- David Wolfenberger
- The Wood Brothers
- YU Grupa